# Aegidinus brasiliensis
Aegidinus brasiliensis är en skalbaggsart som beskrevs av Gilbert John Arrow 1904. Aegidinus brasiliensis ingår i släktet Aegidinus och familjen Hybosoridae. Inga underarter finns listade i Catalogue of Life.